# Ugłowskoje
Ugłowskoje (ros. Угловское) – wieś (sieło) w Rosji, w Kraju Ałtajskim, ośrodek administracyjny rejonu ugłowskiego. W 2010 liczyła 4368 mieszkańców.